# Julian Szychowski
Julian Szychowski (ur. 16 sierpnia 1876 w Lipinkach, zm. 24 września 1951 w Waterford w Kanadzie) – adwokat, senator RP, honorowy obywatel Grudziądza.

## Życiorys

### Młodość i studia
Należał do tajnego Związku Filomatów Pomorskich. Po zdobyciu matury w 1900 studiował prawo, a także ekonomię na uniwersytetach we Wrocławiu, Berlinie i Królewcu. W czasie studiów był członkiem tajnych studenckich organizacji samokształceniowych.

### Praca zawodowa, działalność narodowa i śpiewacza pod zaborami
Kiedy skończył studia, pracował w niemieckich sądach w Marburgu, Frankfurcie nad Menem i Kassel. W 1909 przybył do Grudziądza i założył własną kancelarię adwokacką. Bronił przed sądami pruskimi przede wszystkim Polaków, w tym, w licznych procesach prasowych, redaktorów „Gazety Grudziądzkiej”, kierowanej przez Wiktora Kulerskiego. Od 1910 był jednym ze współzałożycieli Towarzystwa Śpiewawczego „Lutnia” oraz prezesem jego pierwszego zarządu. Wstąpił do Towarzystwa Przemysłowców Polskich, Towarzystwa Ludowego i Towarzystwa Gimnastycznego „Sokół” w Grudziądzu. W grudniu 1912 był jednym z założycieli Związku Kół Śpiewawczych na Prusy Zachodnie w Grudziądzu i został wiceprezesem jego zarządu. Następnie, w 1913 był jednym z założycieli Narodowego Stronnictwa Ludowego w Bydgoszczy i został członkiem Rady Narodowej w Poznaniu.

### Działalność wII RP
W czasie I wojny światowej mieszkał w Grudziądzu. Po jej zakończeniu był członkiem Polskiej Rady Narodowej na Miasto Grudziądz, organizatorem i przewodniczącym Straży Ludowej, delegatem na Polski Sejm Dzielnicowy w Poznaniu (odbył się 5 grudnia 1918), zastępcą delegata rządu polskiego przy grudziądzkim magistracie, a także przewodniczącym Komisji Przyjęcia Wojsk Polskich w Grudziądzu 23 stycznia 1920. W okresie międzywojennym był m.in. wieloletnim przewodniczącym Rady Miejskiej w Grudziądzu oraz marszałkiem Sejmiku Wojewódzkiego w Toruniu. W listopadzie 1922 z ramienia Narodowej Partii Robotniczej został wybrany na senatora z województwa pomorskiego. W lutym 1926 zrzekł się mandatu. W 1932 otrzymał tytuł Szambelana Papieskiego. 

### Emigracja
Po wybuchu II wojny światowej wyjechał do Kanady. Po śmierci został pochowany na cmentarzu w Brandford. Jego żona, Zofia z Pałubickich Szychowska, została zamordowana przez Niemców w Grudziądzu 11 listopada 1939 na Księżych Górach na wschód od Grudziądza.

## Ordery i odznaczenia
- Krzyż Oficerski Orderu Odrodzenia Polski (10 listopada 1928)[2]
- Kawaler Orderu św. Sylwestra (Stolica Apostolska)

## Upamiętnienie
Imieniem Szychowskiego nazwano jedną z ulic w Grudziądzu.